# Quai de Valmy
Der Quai de Valmy ist eine Uferstraße am Canal Saint-Martin im 10. Arrondissement von Paris.

## Lage
Der Quai de Valmy beginnt an der Rue du Faubourg du Temple und endet an der Rue La Fayette. 

## Namensursprung
Mit der Benennung soll an die Kanonade von Valmy erinnert werden, die am 20. September 1792 die Preußen zum Rückzug brachte.

## Geschichte
Die Straße entstand beim Bau des Canal Saint-Martin und erhielt am 19. Dezember 1824 den Namen „Quai Louis XVIII“, zu Ehren des gerade verstorbenen Königs Ludwig XVIII. Sie reichte damals bis zur Place de la Bastille. Den Namen Quai de Valmy erhielt sie 1830.